# Krater Saint Martin
Krater Saint Martin – krater uderzeniowy w prowincji Manitoba w Kanadzie, o średnicy 40 km. Powstał najprawdopodobniej w triasie. Krater nie jest odsłonięty na powierzchni.

## Hipoteza wielu uderzeń
Krater Saint Martin powstał w podobnym czasie, co kilka innych dużych kraterów uderzeniowych na Ziemi: Manicouagan o średnicy ok. 85 km, również w Kanadzie, Rochechouart we Francji o średnicy 23 km, krater Obołoń o średnicy 20 km na Ukrainie i krater Red Wing o średnicy 9 km w Stanach Zjednoczonych. Oba kratery w Kanadzie i krater Rochechouart leżały w tym czasie na tej samej szerokości geograficznej, 22°8’ N, zatem mogły powstać w jednej serii uderzeń. Dwa pozostałe kratery leżą wraz z kraterami Saint Martin i Rochechouart na kołach wielkich o tej samej deklinacji. Powstała hipoteza, że wszystkie te kratery utworzył upadek łańcuszkowy, uderzenie w Ziemię fragmentów rozbitego ciała niebieskiego (komety lub planetoidy), w ciągu kilku godzin.